# Spokane Creek (Montana)
Spokane Creek es un lugar designado por el censo ubicado en el condado de Broadwater en el estado estadounidense de Montana. En el Censo de 2010 tenía una población de 355 habitantes y una densidad poblacional de 7,93 personas por km².

## Geografía
Spokane Creek se encuentra ubicado en las coordenadas 46°32′2″N 111°44′21″O / 46.53389, -111.73917. Según la Oficina del Censo de los Estados Unidos, Spokane Creek tiene una superficie total de 44.77 km², de la cual 44.77 km² corresponden a tierra firme y (0%) 0 km² es agua.

## Demografía
Según el censo de 2010, había 355 personas residiendo en Spokane Creek. La densidad de población era de 7,93 hab./km². De los 355 habitantes, Spokane Creek estaba compuesto por el 97.46% blancos, el 0.56% eran afroamericanos, el 1.41% eran amerindios, el 0% eran asiáticos, el 0% eran isleños del Pacífico, el 0.28% eran de otras razas y el 0.28% pertenecían a dos o más razas. Del total de la población el 0.28% eran hispanos o latinos de cualquier raza.